# Opius puertoplatanus
Opius puertoplatanus är en stekelart som beskrevs av Fischer 2001. Opius puertoplatanus ingår i släktet Opius och familjen bracksteklar. Inga underarter finns listade i Catalogue of Life.